# Pachypoides limbipennis
Pachypoides limbipennis är en skalbaggsart som beskrevs av Leon Fairmaire 1884. Pachypoides limbipennis ingår i släktet Pachypoides och familjen Melolonthidae. Inga underarter finns listade i Catalogue of Life.